# Pelerinus monticolus
Pelerinus monticolus är en insektsart som beskrevs av Henry, G.M. 1940. Pelerinus monticolus ingår i släktet Pelerinus och familjen vårtbitare. Inga underarter finns listade i Catalogue of Life.